# Orchestre Colonne
La Orchestre Colonne (en español, Orquesta Colonne) es una orquesta sinfónica francesa fundada en 1873 en París por Édouard Colonne.

## Historia
La historia de esta orquesta va íntimamente ligada a la carrera de su fundador, el director de orquesta y violinista Édouard Colonne. Mientras era concertino en la orquesta de la Ópera Nacional de París, fue contratado por la casa editora de música Georges Hartmann, que le puso al frente del "Concert National" que fundó en marzo de 1873 en el Théâtre de l’Odéon con el objetivo de hacer conocer a un amplio público los compositores franceses contemporáneos.
La primera temporada supuso un éxito triunfal y marcó la renovación, en Francia, de la música sinfónica. Pero a pesar de la innegable acogida del público, el balance financiero catastrófico obligó a Hartmann a renunciar.
Seguro de su éxito personal, Édouard Colonne creó su propia orquesta, la "Association artistique des Concerts Colonne" que, desde noviembre de 1873, se instaló en el Théâtre du Châtelet. Los Conciertos Colonne programan entonces con pasión la música contemporánea de la época: presentan obras de numerosos músicos franceses —(Saint–Saëns, Massenet, Charpentier, Fauré, d'Indy, Debussy, Ravel, Widor, Dukas, Chabrier— e integraron en su repertorio a Wagner y Richard Strauss, redescubriendo obras olvidadas como La Damnation de Faust, que Hector Berlioz había estrenado en 1846 en la Opéra–Comique.
La orquesta invita a los mejores solistas de la época (Pablo de Sarasate, Raoul Pugno, Eugène Ysaÿe...), llega a tener al valenciano Francisco Benetó como primer violín y es uno de los primeros en llamar a directores extranjeros, como Felix Mottl o Felix Weingartner. Mahler, Chaikovski, Debussy, Grieg, Strauss y Prokófiev dirigieron con ella sus obras. La Orchestre Colonne puede también enorgullecerse de haber acogido, desde sus inicios, a los mejores directores de orquesta. Más recientemente, ha sido dirigida por Sylvain Cambreling, Dennis Russell Davies, Michel Corboz, Kent Nagano, Mauricio Kagel, Lovro von Matačić, Armin Jordan, Günter Neuhold, Edmon Colomer, Antonello Allemandi y Stéphane Denève.
En 1910, Gabriel Pierné sucedió a Édouard Colonne. Fue seguido por Paul Paray (1932), Charles Münch (1956), Pierre Dervaux (1958), todos presidente–director de orquesta, asegurando a la vez la dirección musical y la responsabilidad administrativa. Marcel Landowski, y después Armin Jordan presidieron después los destinados de la «Association artistique des Concerts Colonne», sin desempeñar la dirección musical.
El actual director musical es Laurent Petitgirard, elegido en diciembre de 2004.

## Directores
- 1873–1910 Édouard Colonne.
- 1910–1932 Gabriel Pierné.
- 1932–1956 Paul Paray.
- 1956–1958 Charles Münch.
- 1958–1992 Pierre Dervaux.
- 1992–1997 Antonello Allemandi (Source Archivado el 11 de marzo de 2007 en Wayback Machine.)
- 2005–presente Laurent Petitgirard.